# حافظه کوتاه‌مدت
حافظه کوتاه مدت به کل حافظهٔ ما از رویدادهایی اشاره دارد که ظرف چند ثانیهٔ گذشته اتفاق افتاده است. از باب نظری استدلال شده که مهم است میان حافظهٔ کوتاه مدت از یکسو و حافظهٔ بلند مدت از سوی دیگر تمییز داده شود. جوهر این تمییز نظری در اصطلاح «حافظهٔ اولیه» و «حافظهٔ ثانویه» جیمز نهفته است. طبق نظر جیمز (۱۸۹۰) حافظهٔ اولیه با  کل اطلاعاتی سروکار دارد که پس از پردازش در هوشیاری باقی می‌ماند و بدین ترتیب بخشی از حال روانی فرد را تشکیل می‌دهد. برعکس، حافظهٔ دراز مدت با اطلاعاتی دربارهٔ رویدادها سروکار دارد که هوشیاری را ترک کرده‌اند و بدین ترتیب بخشی از گذشتهٔ روانی فرد را تشکیل می‌دهد. حافظه کوتاه مدت یکی از سه نوع حافظه‌ای می‌باشد که مغز انسان‌ها به کمک آن به پردازش داده‌ها دست می‌زند. حافظه کوتاه مدت داده‌هایی است که به روش‌های مختلف وارد پردازش شده‌اند مانند:
- داده‌های حسی (احساس، دیدن و..)
- مرور داده‌های مربوط به حافظه بلند مدت
- داده‌های مربوط به پردازش در حال انجام را در مدت زمان کوتاهی نزدیک به ۳۰ ثانیه می‌تواند در خود نگه دارد.[۲]

## چگونگی کارکرد
دربارهٔ چگونگی کارکرد حافظه کوتاه مدت همچنان بحث‌های مختلف و نظریه‌های گوناگونی وجود دارد.

## تفاوت حافظه کوتاه مدت با بلند مدت
یکی از تفاوت‌های عمده میان انبار حافظهٔ کوتاه مدت (یا حافظهٔ اولیه) و انبار حافظهٔ دراز مدت (یا حافظهٔ ثانویه) تفاوت ظرفیت آن‌ها است. برای حافظهٔ دراز مدت حد شناخته‌شده‌ای وجود ندارد، ولی بنابر استدلال میلر (۱۹۵۶) در مقالهٔ بسیار مهمش، تقریباً بیش از هفت قطعه اطلاعات (یعنی واحدهای آشنای اطلاعات) را نمی‌توان در هر زمان در حافظهٔ کوتاه مدت ذخیره کرد. فکر انبارهای مجزای حافظهٔ کوتاه مدت و دراز مدت در چند نظریهٔ عمدهٔ حافظه گنجانده شده‌است. قوی‌ترین حمایت از این فکر برخاسته از تحقیقات مربوط به بیماران فراموشکار است.
به‌طور خلاصه، کشف شده که حافظهٔ دراز مدت بیشتر بیماران فراموشکار به شدت آسیب دیده است، در حالی که حافظهٔ کوتاه مدت اغلب ایشان سالم است. البته تعداد کمی از بیماران فراموشکار وجود دارند که برخلاف اغلب بیماران از نظر حافظهٔ کوتاه مدت دچار کاستی‌اند، ولی حافظهٔ دراز مدت آن‌ها سالم است. بدون قبول تمایز میان نظام حافظهٔ کوتاه مدت و دراز مدت نمی‌توان برای این یافته‌ها دلیل موجهی اقامه کرد.
با وجود حمایت تجربی از تمایز میان انبارهای حافظهٔ کوتاه مدت و دراز مدت هر روز بیشتر مشخص می‌شود که حافظهٔ کوتاه مدت و دراز مدت هیچ‌کدام منفرداً وجود ندارند. برای مثال، بدلی و هیچ (۱۹۷۴) و بدلی (۱۹۸۶) استدلال کرده‌اند که مفهوم انبار حافظهٔ دراز مدت منفرد که توسط اتکینسون و شیفرین (۱۹۸۶) عرضه شده می‌باید با نظام حافظهٔ کاری که شامل سه جزء است جایگزین شود. این مفهوم از این مزیت برخوردار است که پیچیدگی‌های حافظهٔ کوتاه مدت را بهتر به حساب می‌آورد. مفهوم حافظهٔ کاری از این جهت نیز مزیت دارد که با ترکیب پردازش فعال و ذخیرهٔ موقت اطلاعات برای عملکرد ذهن انسان در خصوص طیف وسیعی از تکالیف شناختی که به‌طور آشکارا با حافظهٔ کوتاه مدت مرتبط نیست توضیح مناسبی ارائه می‌دهد.